# 24 Heures de Daytona 1999
Navigation
Édition précédente Édition suivante
Les 24 Heures de Daytona 1999 (officiellement appelé le Rolex 24 at Daytona 1999), disputées sur les 30 janvier 1999 et 31 janvier 1999 sur le Daytona International Speedway sont la trente-septième édition de cette épreuve, la trente-troisième sur un format de vingt-quatre heures, et la première manche des United States Road Racing Championship 1999.

## Engagés
La liste officielle des engagés était composée de 89 voitures. 78 ont participé aux essais dont 21 en Can-Am, 19 en GT2, 31 en GT3 et 7 en GTT.

## Course
Voici le classement provisoire au terme de la course,.
- Les vainqueurs de chaque catégorie sont signalés par un fond jauni.
- Pour la colonne Pneus, il faut passer le curseur au-dessus du modèle pour connaître le manufacturier de pneumatiques.